# Magányosság

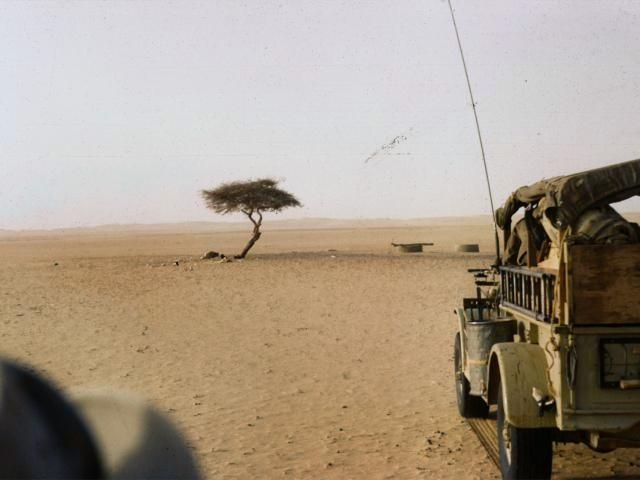
L'Arbre du Ténéré a világ legmagányosabb fája a Szahara mélyén

A magányosság olyan érzelmi állapot, melyben a személy erőteljes üresség és kirekesztettségi érzést tapasztal. 

## Leírás
A magányosság több, mint puszta vágy a társaságra vagy egy másik személyre.  A magány egy átmeneti vagy állandósult érzelmi állapot az ember életében. A magányos ember elvágva, elidegenítve érzi magát a többi embertől, számára nehézséget okozhat vagy lehetetlen is lehet értelmes emberi kapcsolatok kialakítása. Gyakran tapasztal szubjektív belső ürességérzetet és a világtól való elzártságot.
Néha viszont jólesik az elzárkózás a külvilágtól. Vannak olyan pillanatok, mikor egyedül akarunk lenni. Az extrovertált személyiség társaságkedvelő, nagyobb társaságban érzi jól magát, szeret a társaság középpontjába kerülni, a magányosságot ezért fájdalommal éli meg. Az introvertált személyiség a magányt, egyedüllétet és az elmélyült elemzést kedveli, társaságban kényelmetlenül érzi magát, soha nem szeret nyilvánosság előtt szerepelni.

## Gyerek, felnőtt, idős
A fönt leírt állapot - felnőttre vonatkozik (ember). Az idős, öreg ezt másként éli meg. A beállása, hozzáállása megváltozott a korának és elvárásainak függvényében. A gyerek fejlődését visszavetheti egy tartós magány: elárvul. Bizonyos dolgokat nem él meg, személyisége torzul hiányai következtében.